# 高橋美枝
高橋 美枝（たかはし みえ、本名：同じ、1968年5月27日- ）は、日本の元アイドル。デビュー当時の所属プロダクションは、プロダクション尾木。
神奈川県横浜市瀬谷区出身。『スター誕生!』第45回決戦大会で河合奈保子の『けんかをやめて』を歌って合格し、1983年11月21日CBS・ソニー（現ソニー・ミュージックエンタテインメント）から「ひとりぼっちは嫌い」でデビュー。1984年からはNHKのレッツゴーヤングにサンデーズのメンバーとしてレギュラー出演した。歌手引退後は作詞家:風堂美起としていくつか作品を残している。

## プロフィール
（）
- 身長：158cm
- 体重：39kg
- 血液型：A型
- スリーサイズ：B.78cm／W.58cm／H.83cm
- 学歴：堀越高等学校卒業。

## ディスコグラフィー

### シングル
1. 「ひとりぼっちは嫌い」（1983年11月21日／CBS/SONY／EP:07SH-1435）
  1. 「ひとりぼっちは嫌い」（作詞：松本隆／作曲：松尾一彦／編曲：川村栄二）
  2. 「ピンクの鞄（トランク）」（作詞：松本隆／作曲：細野晴臣／編曲：大村雅朗）

※両A面。オリコンチャート（週間）で最高120位。「ピンクの鞄（トランク）」はグリコCMソング。
2. 「エンゼル・フィッシュ」（1984年4月21日／CBS/SONY／EP:07SH-1493）
  1. 「エンゼル・フィッシュ」（作詞：松本隆／作曲：南佳孝／編曲：大村雅朗）
  2. 「ダブル・デート」（作詞：松本隆／作曲：大村雅朗／編曲：大村雅朗）

オリコンチャート（週間）で最高135位
3. 「ふたり」（1984年6月21日／CBS/SONY／EP:07SH-1525）
  1. 「ふたり」（作詞：伊藤アキラ／作曲：小林亜星／編曲：戸塚修）
  2. 「ふたり（オリジナル・カラオケ）」（作曲：小林亜星／編曲：戸塚修）

※NHK「レッツゴーヤング」オリジナルソング。カラオケのコーラスは高橋美枝自身。ジャケットの違う別スリーブがある。 番組内では千葉湖吹美とのデュエットで歌われた
オリコンチャート（週間）で最高180位
4. 「Oh! 多夢」（1984年10月1日／CBS/SONY／EP:07SH-1562）
  1. 「Oh! 多夢」（作詞：伊藤アキラ／作曲：小坂明子／編曲：戸塚修）
  2. 「ウ！レ！シ！イ！」（作詞：伊藤アキラ／作曲：平井夏美／編曲：戸塚修）

※NHK「レッツゴーヤング」オリジナルソング。オリコンチャート（週間）で最高98位。
5. 「オフリミット」（1985年10月21日／CBS/SONY／EP:07SH-1707）
  1. 「オフリミット」（作詞：麻生圭子／作曲：後藤次利／編曲：後藤次利）
  2. 「未来少女」（作詞：岡田冨美子／作曲：中村裕介／編曲：水谷公生）

オリコンチャート（週間）で最高134位

### その他
- 「TOKYO,CITY OF WONDERS.」（1986年10月22日／CBS/SONY／LP:CJS001）
  1. 「TOKYO,CITY OF WONDERS.」（作詞：松本一起／作曲：佐藤健／編曲：佐久間正英）

※村田恵里の作品。香港のみで発売の4曲入り12インチシングルレコード。バックコーラスで高橋美枝が参加。

### コンピレーション
- 「アイドル・ミラクルバイブルシリーズ　高橋美枝・渡辺千秋・村田恵里　シングル・コレクションコンピレーション」（2005年11月30日／アルバム／SONY MUSIC／CD:MHCL-679～MHCL-680）
- ＜DISC 01＞
  1. 「ひとりぼっちは嫌い」／高橋美枝
  2. 「ピンクの鞄」／高橋美枝
  3. 「エンゼル・フィッシュ」／高橋美枝
  4. 「ダブル・デート」／高橋美枝
  5. 「ふたり」／高橋美枝
  6. 「Oh! 多夢」／高橋美枝
  7. 「ウ！レ！シ！イ！」／高橋美枝
  8. 「オフリミット」／高橋美枝
  9. 「未来少女」／高橋美枝
  10. 「夏にフレッシュ。」／渡辺千秋
  11. 「ロマンティック・シーサイド」／渡辺千秋
  12. 「パープル・メモリー」／渡辺千秋
  13. 「DRIVING LOVE」／渡辺千秋
  14. 「予言」／渡辺千秋
  15. 「私小説」／渡辺千秋
  16. 「オペラグラスの中でだけ」／村田恵里
  17. 「ムーンカフェの自転車」／村田恵里
  18. 「TOKYO,CITY OF WONDERS.」／村田恵里
  19. 「勇気のない Dream」／村田恵里
  20. 「めぐり逢う奇跡」／村田恵里
  21. 「Change Face」／村田恵里
- ＜DISC 02＞
  1. 「ジェラシーあげます」／高橋美枝 （※未発表曲。作詞：岡田冨美子／作曲：松田良）

## CM
- 江崎グリコ ファンシーキャル（1983年）
- 丸井（1985年）

## 作詞家:風堂美起としての楽曲を提供したアーティスト
- 石岡美紀
- 石原慎一
- 井上あずみ
- 大西結花
- 小川範子
- 織田裕二
- 風見りつ子
- 楠瀬誠志郎
- GWINKO
- 黒沢律子
- 児島未散
- 少年隊
- 田村英里子
- 藤谷美紀
- 水谷優子
- 森下玲可
- 薬師丸ひろ子　ほか